# Henry Field
Henry Walker Field (Slater, 14 novembre 1878 – Marshall, 23 ottobre 1944) è stato un lunghista statunitense.
Field partecipò alla gara di salto in lungo da fermo ai Giochi olimpici di Saint Louis 1904, dove giunse quarto saltando tre metri e diciotto centimetri.